# BBVA (Colombia)
BBVA Colombia S.A. (anteriormente conocido como Banco Granahorrar y Banco Ganadero) es una institución bancaria colombiana, operada por la matriz española BBVA.

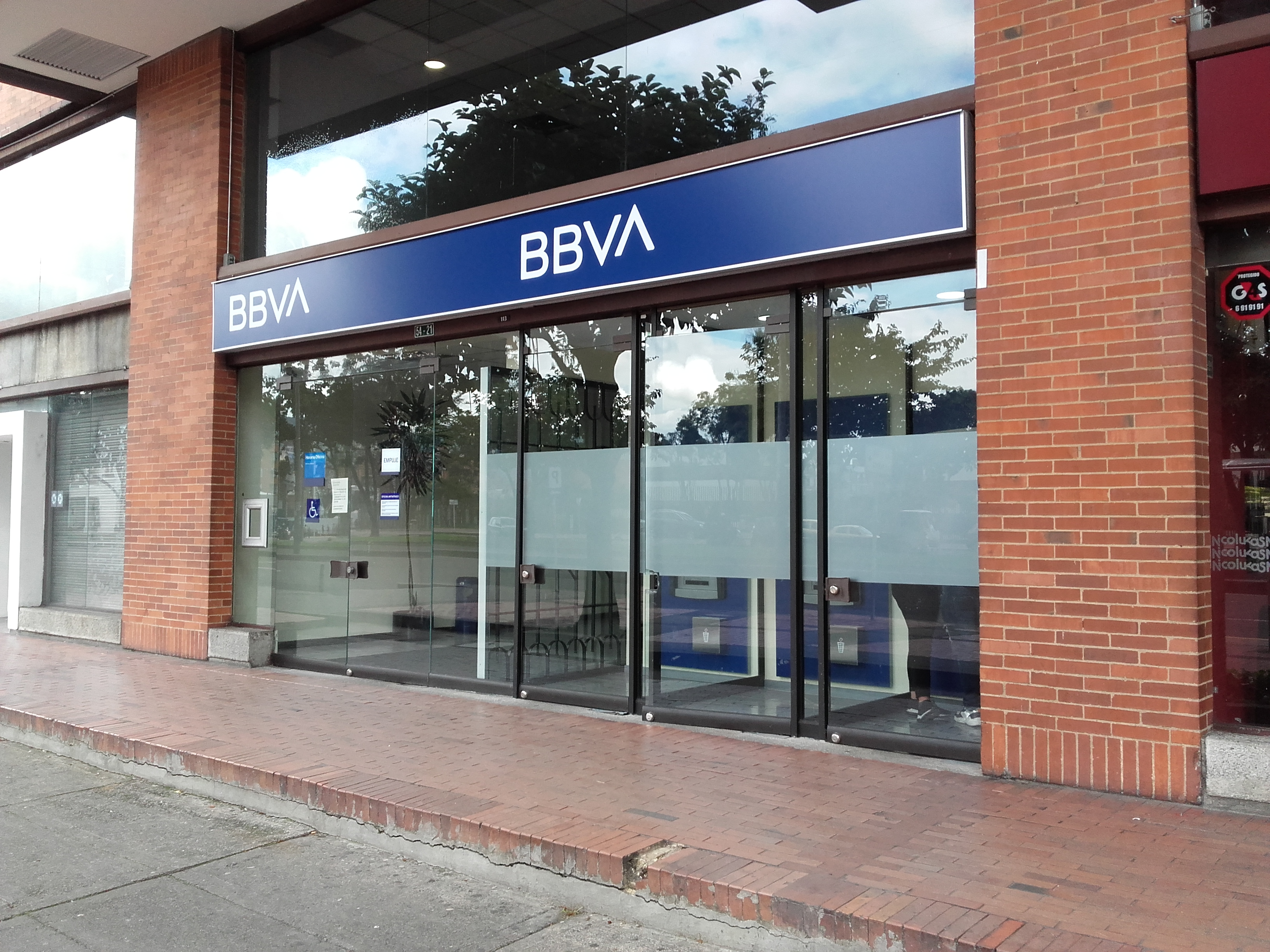
Sucursal de BBVA

## Historia
En 1996, el Banco Ganadero, una entidad financiera de economía mixta (con participación del Gobierno y de inversionistas particulares) que fue fundada en 1956 para fomentar la industria agropecuaria colombiana, se fusionó con la entidad española Banco Bilbao Vizcaya que obtuvo el 40% del capital accionario de este. El banco español asumió el control total del Banco Ganadero en 1998, cuando adquirió un 15% adicional de acciones pasando a denominarse BBV Banco Ganadero. La fusión entre el Banco Bilbao Vizcaya y el Banco Argentaria, dos de los bancos comerciales europeos más grandes, en 1999 y las adquisiciones adicionales de más acciones por el banco español obligaron al cambio del nombre de BBVA Banco Ganadero a BBVA Colombia en 2004.  
En 2005, el BBVA siguió en su camino de expansión en el mercado colombiano, a través de la adquisición de la entidad financiera estatal Banco Granahorrar, por el precio de $970 mil millones (aproximadamente US$ 443 millones) en una subasta en octubre de dicho año. Con la compra del 98,78% de las acciones de Granahorrar y la fusión legal con ese banco en mayo de 2006, BBVA se posicionó como un líder en el mercado hipotecario, dado que 53% de la cartera del antiguo Granahorrar fue compuesta de créditos hipotecarios.  
Además del establecimiento de crédito, el Grupo BBVA en Colombia también está compuesto por BBVA Horizonte Pensiones y Cesantías (AFP Horizonte), BBVA Seguros, BBVA Fiduciaria, y BBVA Valores, haciéndolo una de las entidades financieras más poderosas y diversificadas del país. 
En diciembre de 2012, el Grupo Aval anunció la compra de la española AFP Horizonte. En abril de 2013 cerró el negocio con el grupo español BBVA, al que le que pagó 541,4 millones de dólares por el 99,9% del fondo privado, y el pasado 31 de diciembre del mismo año, informó que perfeccionó la fusión de la Sociedad Administradora de Fondos de Pensiones Cesantías Porvenir S.A. y la AFP Horizonte Pensiones y Cesantias S.A., siendo esta la entidad absorbida.
En junio de 2019, BBVA unifica su marca en todo el mundo y BBVA Colombia pasa a denominarse BBVA.
En marzo de 2020 BBVA anunció alivios para clientes y líneas especiales de financiación para empresas como medida de mitigación la contingencia ocasionada por el coronavirus en el país.
A la fecha del 31 de diciembre de 2023, BBVA Colombia contaba con 370 sucursales y 1.485 cajeros automáticos.

## Logotipos

2000-2019
2019-2025
2025-presente